# Rockmart (Géorgie)
Rockmart est une ville américaine située dans le comté de Polk, en Géorgie. Selon le recensement de 2020, sa population est de 4 732 habitants.